# 但丁和维吉尔
《但丁和维吉尔》（Dante et Virgile）是威廉·阿道夫·布格罗的一幅布面油画，创作于1850年。这幅画作保存在巴黎的奥赛博物馆。
威廉·阿道夫·布格罗的灵感来自但丁·阿利吉耶里的《神曲》地狱第三十篇的启发，讲述但丁和他的向导维吉尔穿越地狱的旅程。在这一幕中，作者和他的向导看见两个灵魂在永恒的战斗中纠缠在一起。其中一个是炼金术士和异教徒，名叫卡波乔。骗子詹尼·斯基奇咬住他的脖子。他利用欺诈手段来夺取他人的遗产。
“这里我看见两个影子，苍白而裸露。他们跑着，遇见东西便咬，好像猪圈里放出的饿猪一般。其中一个跑近卡波乔，咬在他的颈项上。”（王维克译）
这是布格罗第三次尝试赢得梦寐以求的罗马大奖，不过没有成功。同年晚些时候，他的《牧羊人在阿拉克斯河岸发现芝诺比亚》获得了年度二等奖。
法国诗人、小说家和艺术评论家泰奥菲尔·戈蒂耶（Théophile Gautier）欣赏这幅画所表现出的力量。